# ناثان أوسبورن
ناثان أوسبورن (بالإنجليزية: Nathan Osborne)‏ هو لاعب كرة الريشة كندي، ولد في 29 يونيو 1995.

## وصلات خارجية
- ناثان أوسبورن على موقع BWF.tournamentsoftware.com (الإنجليزية)
- ناثان أوسبورن على موقع BWFbadminton.com (الإنجليزية)